# Королевское азиатское общество Великобритании и Ирландии
Короле́вское азиа́тское о́бщество Великобрита́нии и Ирла́ндии — востоковедческая организация, основанная в Лондоне в 1823 году.
С момента своего образования это общество стало, посредством лекций, своего журнала и других публикаций, настоящим форумом для учёных, занимавшихся азиатской культурой. Оно является старейшим научным обществом Соединённого Королевства в области азиатских исследований. Ряды членов этого общества включают в себя высокообразованных и знаменитых учёных, специалистов по Азии, который наделены правом использовать после своего имени буквы FRAS (англ. Fellows of the Royal Asiatic Society).

## История
Общество было основано в Лондоне 15 марта 1823 года и вскоре получило привилегированный статус, когда 11 августа 1824 года король Георг IV вручил этой организации хартию. Согласно этому документу общество получило право называться «Королевским» (англ. Royal). Создание его было осуществлено группой лиц, главным образом состоящей из выдающихся учёных и колониальных администраторов. Оно должно было стать британским аналогом Азиатского общества Калькутты, которое было основано в 1784 году известным санскритологом и юристом сэром Уильямом Джонсом. Ведущая роль в создании Королевского азиатского общества принадлежит Генри Томасу Колбруку, который сам был известным санскритологом и одно время занимал пост президента Азиатского общества Калькутты.
Когда в Лондоне оформился в 1824 году клуб «Ориентал», членство в Королевском азиатском обществе было признано одним из четырёх условий для членства в этом джентльменском клубе.
Вследствие тесных связей общества с Британской Империей на востоке, большинство работы, проводимой в нём, было сфокусировано на темах, касающихся Индийского субконтинента. Однако в целом область интересов Королевского азиатского общества простиралась далеко за пределы Индии, включая в себя всю Азию, мусульманскую Северную Африку и Эфиопию. Вместе с тем общество по тематике своих исследований имело ряд ограничений, таких как политическая история недавнего времени и текущие проблемы. Этот особый мораторий привёл к основанию Центрального азиатского общества, позднее ставшим Королевским обществом по азиатским делам. После Второй мировой войны, с постепенным окончанием британской гегемонии на восток от Суэца, Королевское азиатское общество подтвердило свой чисто научный интерес к Азии. В то же время роль этого общества из-за роста числа азиатских исследований в британских университетах в этом отношении существенно понизилась.
В распоряжении Королевского азиатского общества находится ряд собраний, включающих арабские, персидские, санскритские, палийские, малайские и яванские рукописи, произведения живописи и печатные произведения. Эти объекты часто представлены на выставках, организуемых обществом.
На всём протяжении своей истории Королевское азиатское общество, несмотря на весьма ограниченный размер своего членства, всегда имело составе большое число выдающихся личностей, как из учёного, так и из политического мира. Список наиболее знаменитых членов общества включает в себя таких знаменитостей как Рабиндранат Тагор, сэр Аурель Стейн, Макс Мюллер, Генри Роулинсон, Джон Фэйтфул Флит (почетный секретарь общества с 1906 года), Вигго Фаусбёлль и Ричард Бёртон.
Сейчас в обществе около 700 членов, половина которых находится вне Великобритании. Они четыре раза в год получают журнал общества и имеют право полного доступа ко всем ресурсам организации. Новые члены в основном выдвигаются и поддерживаются уже избранными. Управляет обществом Совет, состоящий примерно из двадцати членов, из числа которых выбираются люди на ключевые посты общества. Основная деятельность организации сосредоточена на издании журнала, содержании библиотеки, финансировании лекций и выставок.
Текущий президент Королевского азиатского общества это доктор Гордон Джонсон.

## Отделения
В Бомбее, Шри-Ланке, Гонконге (1847), Шанхае (1858), Японии, Малайзии (1877) и Корее (1900) было основано несколько научных обществ, которые официально считались Отделениями (англ. Branch) Королевского азиатского общества. Бывшее отделение в Бомбее стало известно впоследствии как Азиатское общество Бомбея (затем Мумбаи). В 2008 году Шанхайское отделение было реорганизовано. Оно известно сейчас как Северно-Азиатское отделение Королевского азиатского общества.

## Журнал
Журнал Королевского азиатского общества (англ. The Journal of the Royal Asiatic Society или сокращенно JRAS) публикуется издательством Cambridge University Press четыре раза в год. Каждый выпуск содержит определенное количество статей учёных и несколько обзоров книг. В дополнение к журналу общество также регулярно публикует исторические манускрипты и монографии по различным темам.

## Награды
Обществом вручаются специальные награды, которые представлены Премией Королевского азиатского общества (англ. Royal Asiatic Society Award; вручается каждые три года; заменила собой Золотую медаль Королевского азиатского общества) и Медалью сэра Ричарда Бёртона.
Также существуют награды меньшего значения: Медаль Дениса Синора за исследования Внутренней Азии и Премия Барвис-Холлидэй за лучшую статью в журнале общества по ближневосточной тематике.